# Fi shaket Masr El Gedeeda
Fi shaket Masr El Gedeeda é um filme de drama egípcio de 2007 dirigido e escrito por Mohamed Khan. Foi selecionado como representante do Egito à edição do Oscar 2008, organizada pela Academia de Artes e Ciências Cinematográficas.

## Elenco
- Ghada Adel
- Kal Naga